# Calypte
Calypte är ett släkte med fåglar i familjen kolibrier inom ordningen seglar- och kolibrifåglar som återfinns i Nordamerika. Det omfattar två arter:
- Chaparralkolibri (C. anna)
- Ökenkolibri (C. costae)